# مایک ولفز
مایک ولفز (انگلیسی: Mike Wolfs؛ زادهٔ ۲ سپتامبر ۱۹۷۰) قایقران قایق بادبانی اهل کانادا است.